# Carlos Castaño Gil
Carlos Castaño Gil (* 15. Mai 1965 in Amalfi, Kolumbien; † April 2004 in Antioquia) war der Gründer und langzeitige Führer der Autodefensas Campesinas de Córdoba y Urabá (ACCU), einer rechtsgeprägten paramilitärischen Organisation in Kolumbien.

## Kindheit
Carlos Castaño wurde auf der Finca La Blanquita in der Gemeinde Amalfi in Antioquia geboren und ist im katholischen Glauben aufgewachsen. Mit 14 Jahren hatte er seine erste Begegnung mit der Guerillagruppe FARC, die ihn und seinen Vater während einer Straßensperre kontrollierten.
Seine Brüder Ramiro und Manuel waren damals linksideologisch geprägt, letzterer hielt sich sogar zeitweise bei der 4. Frente der FARC auf.

## Entführung und Mord an Jesús Antonio Castaño
Carlos’ Vater Jesús Antonio wurde von der FARC von seiner Finca El Hundidor entführt. Dies zerstörte Carlos’ Weltbild, da er vorher mit dieser Guerillagruppierung sympathisiert hatte. Seine Abneigung gegen die Guerillatruppe ist auf diese Zeit zurückzuführen, da auch mit Hilfe von Mittelsmännern keine Freilassung möglich wurde. Auch nach mehreren Lösegeldzahlungen, die aber nicht die Höhe der Gesamtforderungssumme von 50 Millionen Pesos erreichte, wurde sein Vater nicht freigelassen.
1981 teilte die FARC ihm mit, dass sein Vater von ihnen ermordet wurde.
Daraufhin verfeindete sich die Familie Castaño mit der FARC und gab zu verstehen, dass sie gegen die Guerillagruppen in den Kampf ziehen werde. Fidel, sein Bruder, starb vermutlich in einem Hinterhalt einer EPL-Splittergruppe und Carlos wurde daraufhin zum Familienoberhaupt.

## Die Rolle der Familie Castaño im Paramilitarismus
Ebenfalls in den 1980er Jahren begannen Fidel und Carlos in der Region von Segovia (Antioquia) als Informanten und Führer der örtlichen Militäreinheiten zu arbeiten. Carlos Castaño zufolge sei er 1983, im Alter von 18 Jahren, zu einem einjährigen Militärkurs nach Israel geschickt worden, wo er mit lateinamerikanischen, spanischen und französischen Teilnehmern in Aufstandsbekämpfungstechniken ausgebildet worden sei. Ende der 1980er Jahre spielten die beiden Brüder eine Schlüsselrolle bei der Ausbreitung paramilitärischer Gruppen in Kolumbien. 1988 gehörte Fidel zu den Hintermännern des blutigen Massakers in der linksregierten Bergarbeiterstadt Segovia, wo mehr als 40 Personen wahllos auf der Straße erschossen wurden. Etwa zeitgleich begann das Engagement der Castaños in der nordkolumbianischen Bananenanbauregion Urabá, wo in den Folgejahren Hunderte von Gewerkschaftern und Kleinbauern getötet wurden – häufig zu Tode gefoltert.
Die Familie Castaño rechtfertigte diese Aktionen damit, dass sie alle an der Entführung des Vaters beteiligten Personen jagen wolle.
Tatsächlich richteten sie die Aktionen der Paramilitärs jedoch weniger gegen die Guerillakämpfer als vielmehr gegen alle politischen und sozialen Bewegungen, die den Status quo in Frage stellten.
1994, kurz nach dem mysteriösen Verschwinden von Fidel Castaño, gründete Carlos die Autodefensas Campesinas de Córdoba y Urabá (ACCU), die in enger Zusammenarbeit mit der Armee den nördlichen Teil Kolumbiens „säuberten“. Nach dem Verschwinden von Carlos im Jahre 2004 übernahm der bis dahin kaum bekannte ältere Bruder José Vicente Castaño eine führende Rolle bei den Paramilitärs. Gegen José Vicente hatten deutsche Behörden bereits 1989 einen Haftbefehl wegen Drogenhandels erlassen. Der Familie wird weiterhin nachgesagt, sich im Verlauf der 1980er und 1990er Jahre mehrere Millionen Hektar Land angeeignet zu haben. Vor diesem Hintergrund spricht einiges dafür, dass es sich bei den Castaños um „Gewaltunternehmer“ handelte, die Drogenhandel und Kriegsgeschäft miteinander verbanden.

## Die AUC
Unter Führung von Carlos Castaño entstand 1997 die übergeordnete Organisation der Paramilitärs in Kolumbien, die Autodefensas Unidas de Colombia (AUC). Die Organisation kämpfte in der Regel kaum gegen die Guerilleros, sondern übernahm Undercover-Aktionen: selektive Morde an politischen Führern der Linken, Vertreibung der Zivilbevölkerung aus Guerillagebieten, Folterungen und Massaker zur Einschüchterung der Bevölkerung.
Die AUC hat sich dazu bekannt, im Drogenhandel mitzuwirken. Nach Aussagen von Castaño selbst stammten 70 % der Einnahmen der AUC aus dieser Quelle. Gegen den ehemaligen Militärführer der AUC, den italienischstämmigen Salvatore Mancuso wird in Italien ermittelt, weil er mit der kalabrischen Mafia ’Ndrangheta große Kokainlieferungen organisiert haben soll. Der ehemalige Generalinspektor der AUC Diego Murillo Bejarano war in den 1980er Jahren Sicherheitsmann des Medellín-Kartells.
Die AUC wird vom US Department of State als terroristische Organisation gelistet, profitierte aber faktisch von der US-Militärhilfe im Rahmen des Plan Colombia.

## Kriegsverbrechen
Am 24. September 2002 hat das US Department of Justice Anklage gegen Castaño wegen des Handels mit über 17 Tonnen Kokain erhoben. Castaño gab bekannt, dass er sich für einen Prozess in den USA stellen würde, es aber übel nehmen würde, dass man ihn mit dem Drogenhandel persönlich in Verbindung gebracht habe. Er hatte sich von der AUC bis zu diesem Zeitpunkt immer weiter isoliert und stand ihrer Verbindung mit dem Drogenhandel angeblich sogar kritisch gegenüber.
Carlos Castaño wurde in Abwesenheit zu 37 Jahren Haft verurteilt. Er soll im August 1999 den Mord am Journalisten Jaime Garzón befohlen haben. Außerdem werden ihm zahlreiche Morde an Zivilisten vorgeworfen und es stehen bis zu 35 unabhängige Anklagen gegen ihn offen.
2002 begannen die AUC mit der neu gewählten kolumbianischen Regierung über eine Entwaffnung der paramilitärischen Verbände zu verhandeln. Castaño gehörte zu dem Flügel der AUC, der sich für eine Entwaffnung aussprach. 2003 verschwand Carlos Castaño.

## Kontroverse über seinen Tod
Zunächst gab es die unterschiedlichsten Spekulationen über seinen Verbleib. Castaño wurde angeblich am 16. April 2004 zum Opfer eines Attentates, das anscheinend von seinen eigenen Leibwächtern oder einer rivalisierenden paramilitärischen Gruppe eingeleitet wurde. AUC-Kommandanten äußerten dagegen die Vermutung, dass Castaño weiterhin lebe und sich versteckt halte.
Andere Quellen innerhalb der AUC meinten, er sei mit seinen Männern durch AUC-Mitglieder gefoltert und ermordet worden. Dabei könne es sich sogar um seinen Bruder Vicente Castaño und/oder einen weiteren Kommandanten namens Diego Murillo alias Comandante Adolfo Paz alias „Don Berna“ handeln. Beiden werden enge Beziehungen zum Drogenhandel vorgeworfen. Agence France-Presse will von unidentifizierten diplomatischen Quellen erfahren haben (1. Juni 2004), dass Castaño sich mit US-amerikanischer Hilfe über Panama nach Israel abgesetzt haben soll. Dies wurde allerdings sowohl von den USA als auch von Kolumbien und Israel dementiert.
Am 23. August 2006 meldete die kolumbianische Wochenzeitung Semana den Tod Castaños. Er sei im April 2004 im Auftrag einer Gruppe um seinen Bruder Vicente ermordet worden. Ende August 2006 hatte sich ein Ex-Paramilitär zu dem Mord bekannt und konnte die Behörden zu den sterblichen Überresten von Castaño führen. Diese wurden mittels DNA-Analysen mit seinen Verwandten verglichen und die Eindeutigkeit festgestellt.